# Siphonellopsis lacteibasa
Siphonellopsis lacteibasa är en tvåvingeart som beskrevs av Gabriel Strobl 1906. Siphonellopsis lacteibasa ingår i släktet Siphonellopsis och familjen fritflugor. Inga underarter finns listade i Catalogue of Life.